# Jiří Meitner

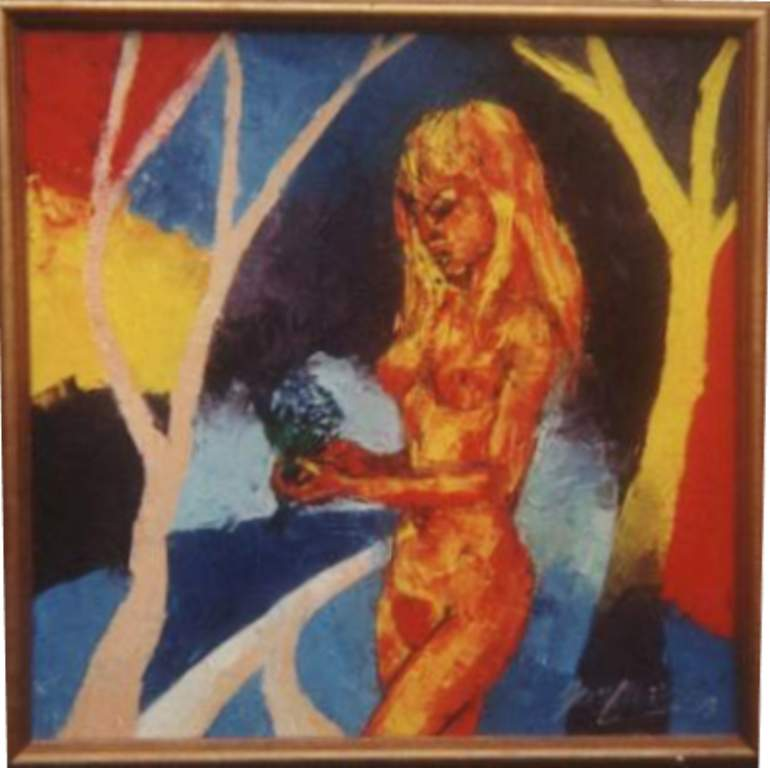
Jiří Meitner – Konvalinky – olej špachtlí, plátno

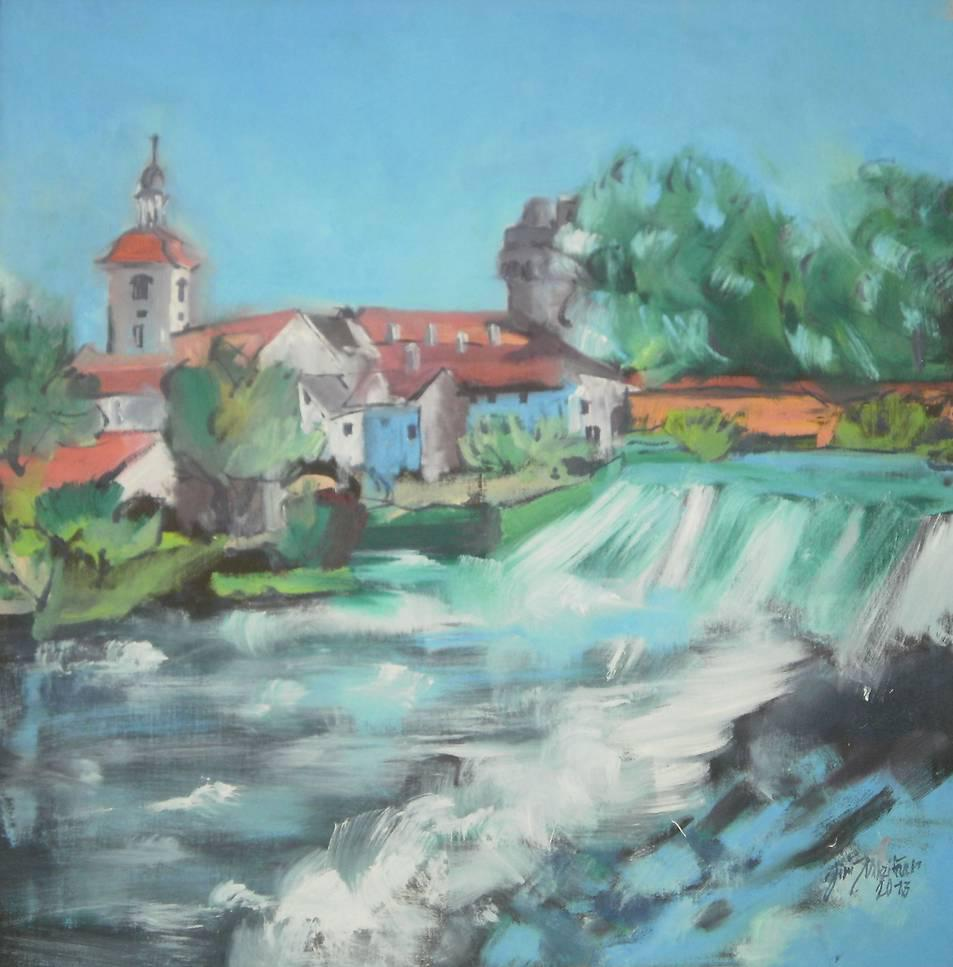
Jiří Meitner – Strakonický hrad – olej špachtlí, plátno

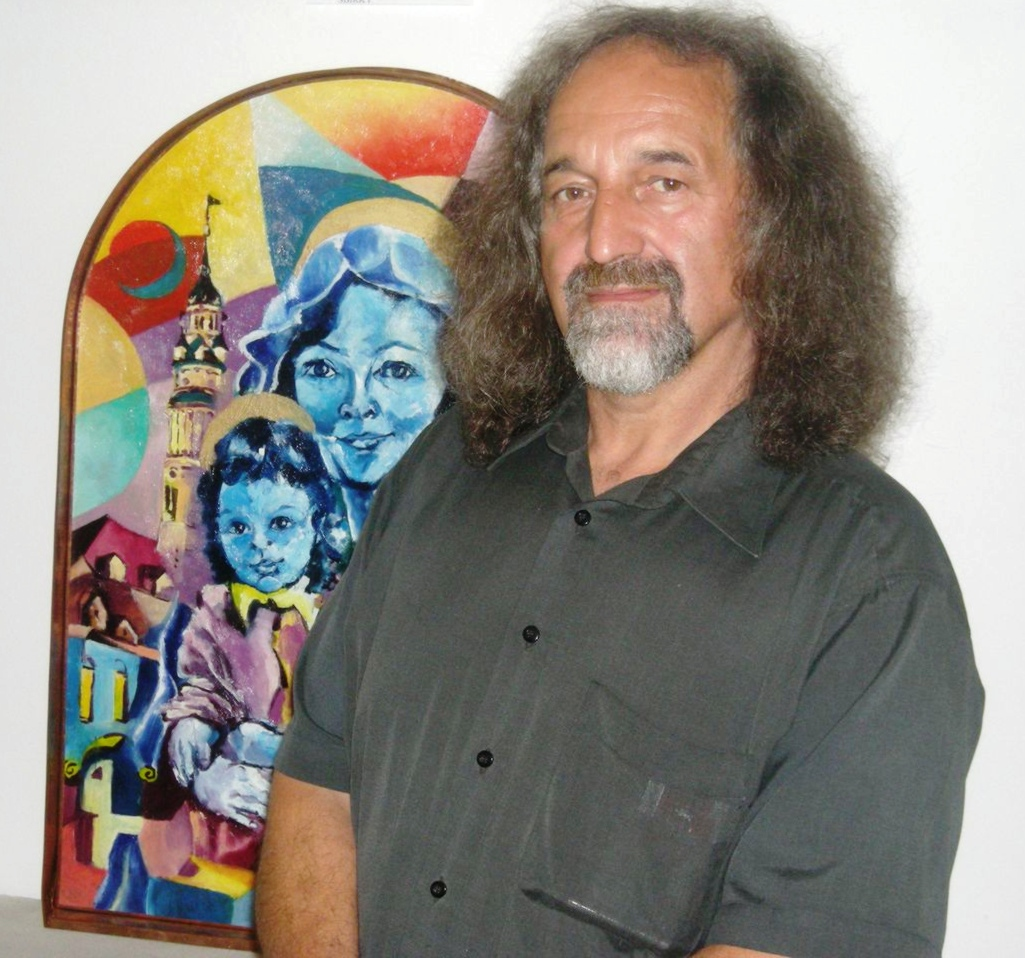
Krumlovská madona a malíř

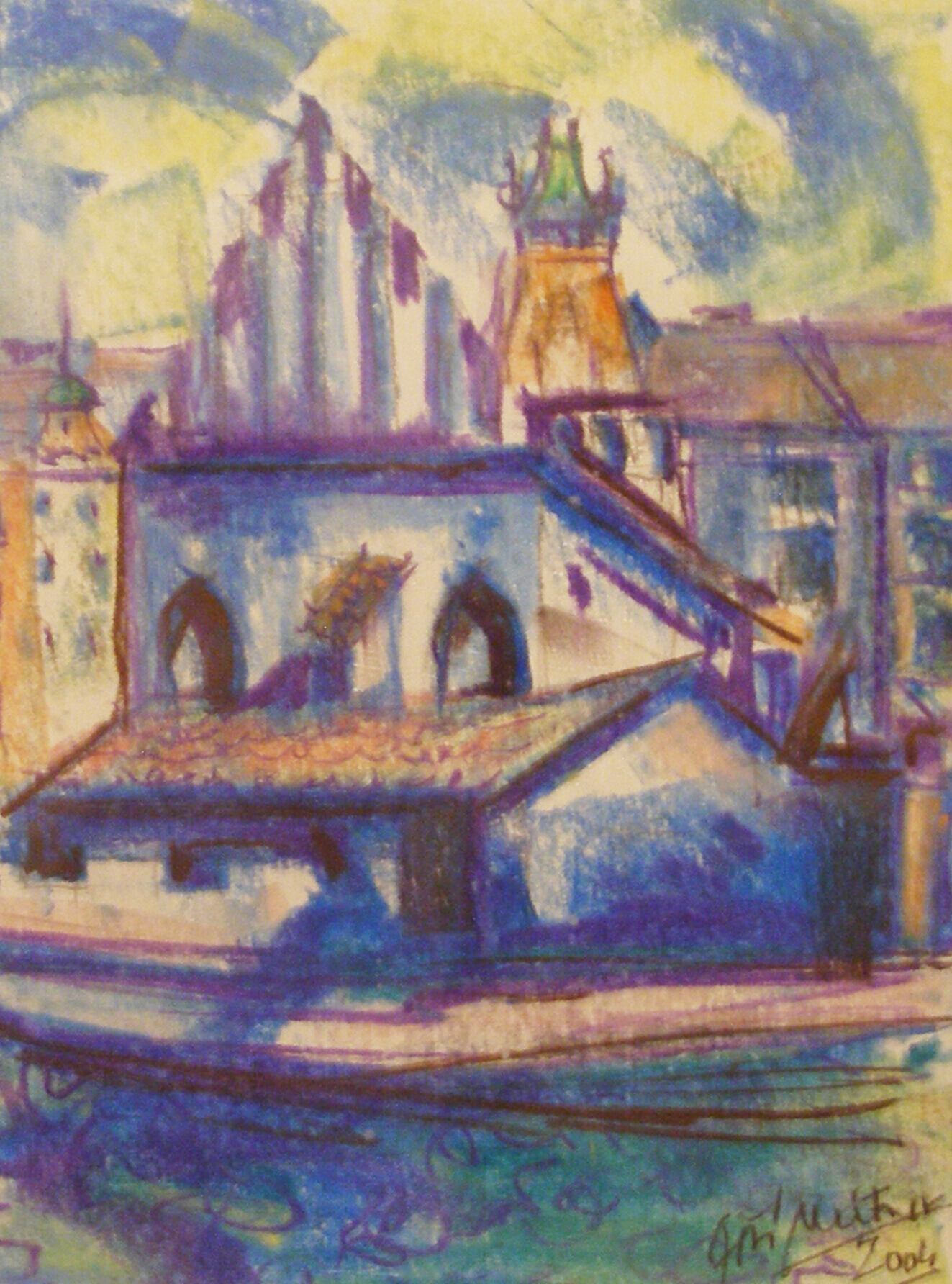
Jiří Meitner – Staronová synagoga

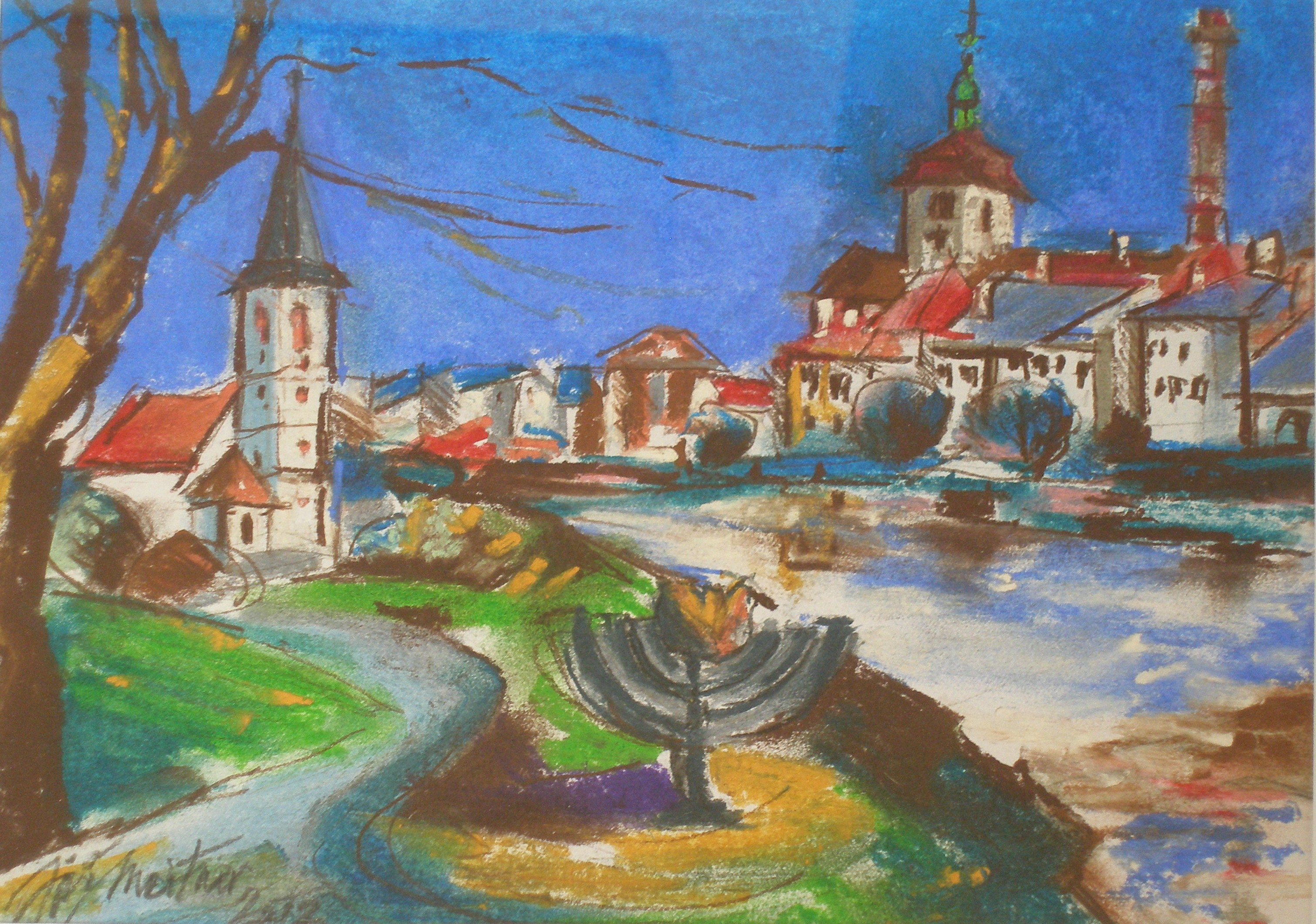
Jiří Meitner – Krajina se strakonickou menorou

Jiří Meitner (* 24. dubna 1958 Rýmařov) je český malíř a grafik s židovskými a valašskými kořeny. Výtvarný talent zdědil po svém dědečkovi, který zahynul při holocaustu. Svůj styl nazývá imaginárním realizmem.

## Život
Věnuje se také kresbě, je autorem řady portrétů svých přátel i zcela neznámých lidí. Obrazy maluje především pastózní technikou pomocí špachtle. V některých jeho dílech je patrná inspirace kubismem. Sám autor má několik vzorů: kubismus jako takový, Pabla Picassa, Paula Cézanna a Josefa Šímu. Po střední pedagogické škole v Krnově, kde si zvolil specializaci malířství, soukromě studoval u národního umělce prof. Františka Jiroudka z Akademie výtvarných umění v Praze, dále grafika Jiřího Nováka a prof. Vladimíra Kočára. V 80. letech působil v severních Čechách, vystavoval i jako člen malířské skupiny Kontakt.
Na počátku 90. let působil v Německu, kde se věnoval především krajinomalbě a portrétování. V současné době[kdy?] tvoří na Strakonicku jižních Čechách, zejména v okolí svého bydliště v obci Kladruby.

## Dílo
U olejů a pastelů si můžeme všimnout široké škály stylů – od imaginárního realizmu počínaje přes takřka abstrakci (cyklus Řepková pole), až po obrazy ovlivněné kubismem, kde ovšem malíř na rozdíl od klasické formy nadřazuje barvu jako dominantní stavební a myšlenkový prostředek k dosažení výrazu díla. Černou barvu téměř nepoužívá, jen tu a tam se objeví v pastelech jako harmonizující kontrapunkt. Obrazy Kyjovice, Doubravka, Plenky mého syna, Zátiší s velkým bílým kloboukem nebo figurální motivy a portréty zpracované většinou špachtlí v bílo-modré jsou charakteristické pro jeho tvorbu a nasměrovaly jeho výtvarnou cestu prakticky až do dnes.
V krajinomalbě nalezneme často dominující nějaký rurální nebo sakrální objekt, dále motivy s židovskou a křesťanskou tematikou či zobrazení krajiny izraelských předků.

## Přehled výstav
1. 1978 – Jaroměř, U tří lip (Česko)
2. 1979 – Kroměříž, Posádkový dům armády (Česko)
3. 1984, 1985 – Most, divadlo (Česko)
4. 1985 – Litvínov, zámek (Česko)[1]
5. 1987 – Osek (okres Strakonice), zámek (Česko)
6. 1988 – Ústí nad Orlicí, Roškotovo divadlo (Česko)
7. 1989 – Strakonice, zámek (Česko)
8. 1993 – Praha, výstavní prostory při Ústavu teorie informace a automatizace Akademie věd ČR (Česko)
9. 1993 – Walldorf, soukromá galerie (Německo)
10. 1993 – Heidelberg, galerie Löwen Keller (Německo)
11. 1994 – Neustadt, galerie Künstler Keller, (Německo)
12. 1995 – Sinsheim, galerie Kunst und Rahmengeschäft, (Německo)
13. 1996 – Halifax, galerie Artclub (Spojené království)
14. 1996 – Strakonice, hradní galerie Jelenka (Česko)
15. 1997 – Stuttgart, galerie Galerie und Antiquitätenladen (Německo)
16. 1997 – Heidelberg, galerie Löwen Keller (Německo)
17. 1997 – Walldorf, galerie Galerie Kunst und Rahmen (Německo)
18. 2000 – Zadov, Hotel Churáňov(Česko)
19. 2003 – Písek, galerie ABX (Česko)
20. 2004 – Tábor, galerie Bastion (Česko)
21. 2005 – Vyšší Brod, galerie U medvídka (Česko)
22. 2006 – Strakonice, zámek (Česko)[11]
23. 2006 – Praha, Jewish Art Gallery (Česko)
24. 2010 – Kladruby, hospoda U Draka (Česko)
25. 2010 – Prachatice, Nová radnice, zimní zahrada (Česko)
26. 2011 – Rýmařov, Městské Muzeum (Česko)[12][13][14]
27. 2011 – Rýmařov, Městská knihovna, Galerie u stromu poznání (Česko)[15]
28. 2011 – Lnáře, Tvrz Lnáře (Česko)
29. 2013 – Prachatice, galerie Dolní Brána (Česko)[16][17][18][19]
30. 2013 – Strakonice, Maltézský sál, hrad (Česko)[20][21][22][23]
31. 2013 – Strakonice, Zámecká galerie Muzea středního Pootaví, zámek (Česko)[24][25][26][27]
32. 2013 – Plzeň, galerie U Svaté Anny (Česko)[28][29][30]
33. 2014 – Olomouc, Obchodní centrum Olomouc City, Internationa Art Gallery (Česko)[31][32]
34. 2014 – Praha, výstavní prostory v areálu Golf Hostivař (Česko)
35. 2014 – České Budějovice, 2. ročník veletrhu výtvarného umění "ArtFest" Archivováno 1. 11. 2014 na Wayback Machine. (Česko)[33]
36. 2015 – Rýmařov, Výstava Jiřího Meitnera, „Městské muzeum Rýmařov, galerie Octopus“ (Česko)[34][35]
37. 2015 – Rýmařov, Výstava Jiřího Meitnera, „Městské muzeum Rýmařov, galerie Pranýř“ (Česko)[35]
38. 2015 – Odolena Voda, výstava Jiří Meitner – Obrazy, „Minigalerie fotografa P. Novotného“ (Česko)[36]
39. 2017 – Písek, Písecké jazzové nocturno, „Hudební sál KD“ (Česko)[37]
40. 2017 – Písek, Jiří Meitner ~ malby, kresby, „Galerie Portyč“ (Česko)[38][39]